# Khinkali
Le khinkali (géorgien : ხინკალი) est un ravioli géorgien qui peut être fourré de différents ingrédients mais le plus souvent de viande,. Les villes de Doucheti, Passanaouri et Mtskhéta sont particulièrement réputées pour leurs khinkali. Ils sont souvent servis saupoudrés de poivre, que le convive peut doser selon son goût. Ils ont la particularité de contenir du jus. Pour le manger, on prend donc le khinkali dans les mains, on mord dans la pâte et on aspire le jus. On peut ensuite manger le reste.

## Description
Le khinkali se mange nature ou avec du poivre noir moulu. La farce à la viande est crue quand le khinkali est assemblé, donc lorsqu'il cuit, les jus de la viande sont piégés à l'intérieur de la boulette. Pour rendre le khinkali plus juteux, on ajoute généralement de l'eau chaude ou du bouillon à la viande hachée. Le khinkali est généralement consommé en aspirant les jus tout en prenant la première bouchée, comme le xiaolongbao, afin d'éviter que la boulette n'éclate. Le sommet, où les plis se rejoignent, est dur et n'est pas censé être mangé, mais jeté dans l'assiette pour que ceux qui mangent puissent compter combien ils en ont consommé. En Géorgie, ce sommet est appelé kudi (géorgien : კუდი, « queue ») ou k'uch'i (géorgien : კუჭი, « estomac »).
Une étiquette très répandue en Géorgie veut que l'on n'utilise que ses mains nues pour consommer ces boulettes. L'utilisation d'ustensiles, comme une fourchette, est considérée comme incorrecte ou enfantine. Cela est dû au fait que le jus est une partie importante du khinkali ; l'utilisation d'une fourchette briserait le khinkali et le jus se répandrait.

## Variantes
On donne différents noms aux khinkali, selon leur composition :
- khinkali kalakouri, au bœuf ou porc ;
- khinkali mokhévé ou khinkali khevsourouli, au mouton et à l'ail.

## Galerie

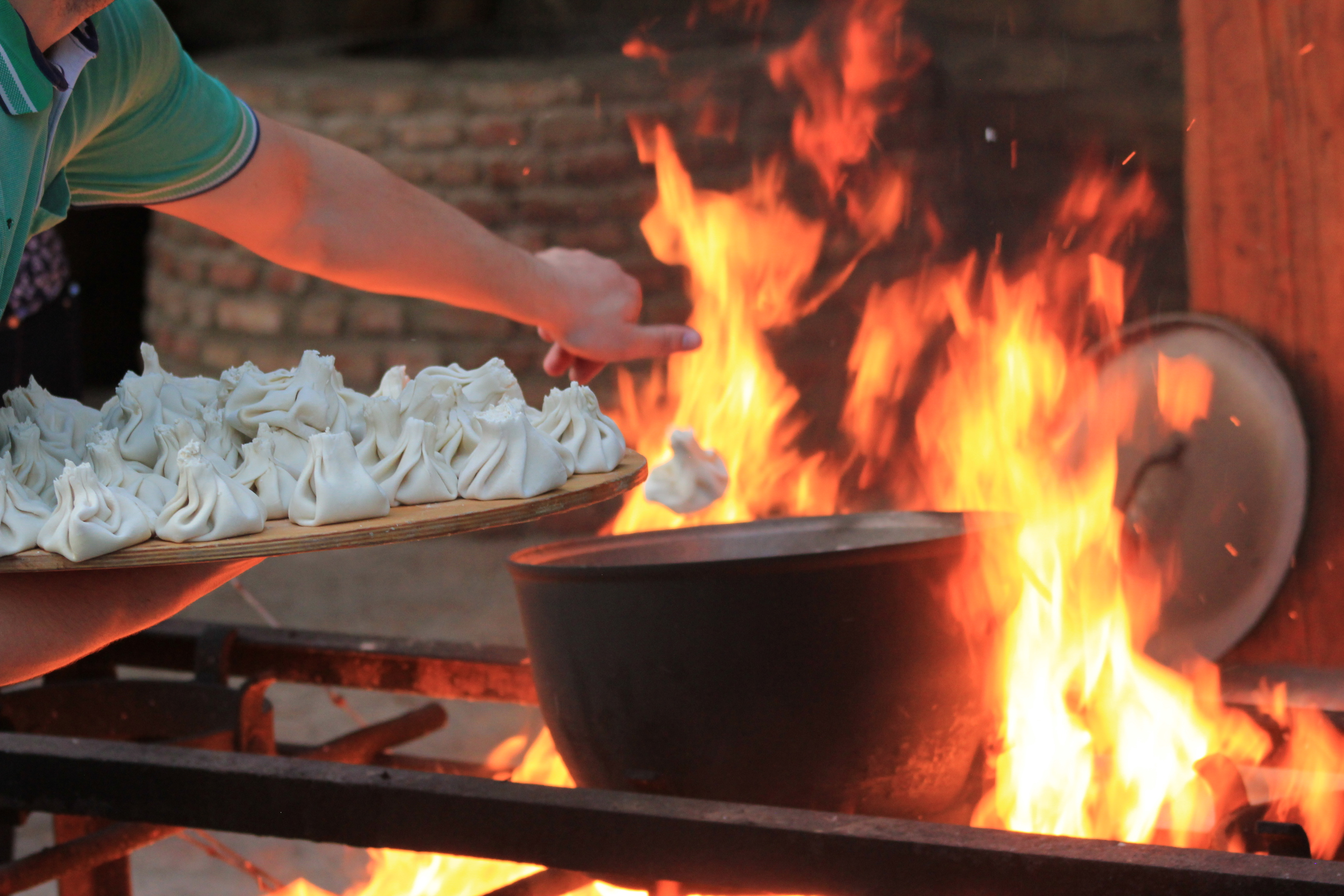
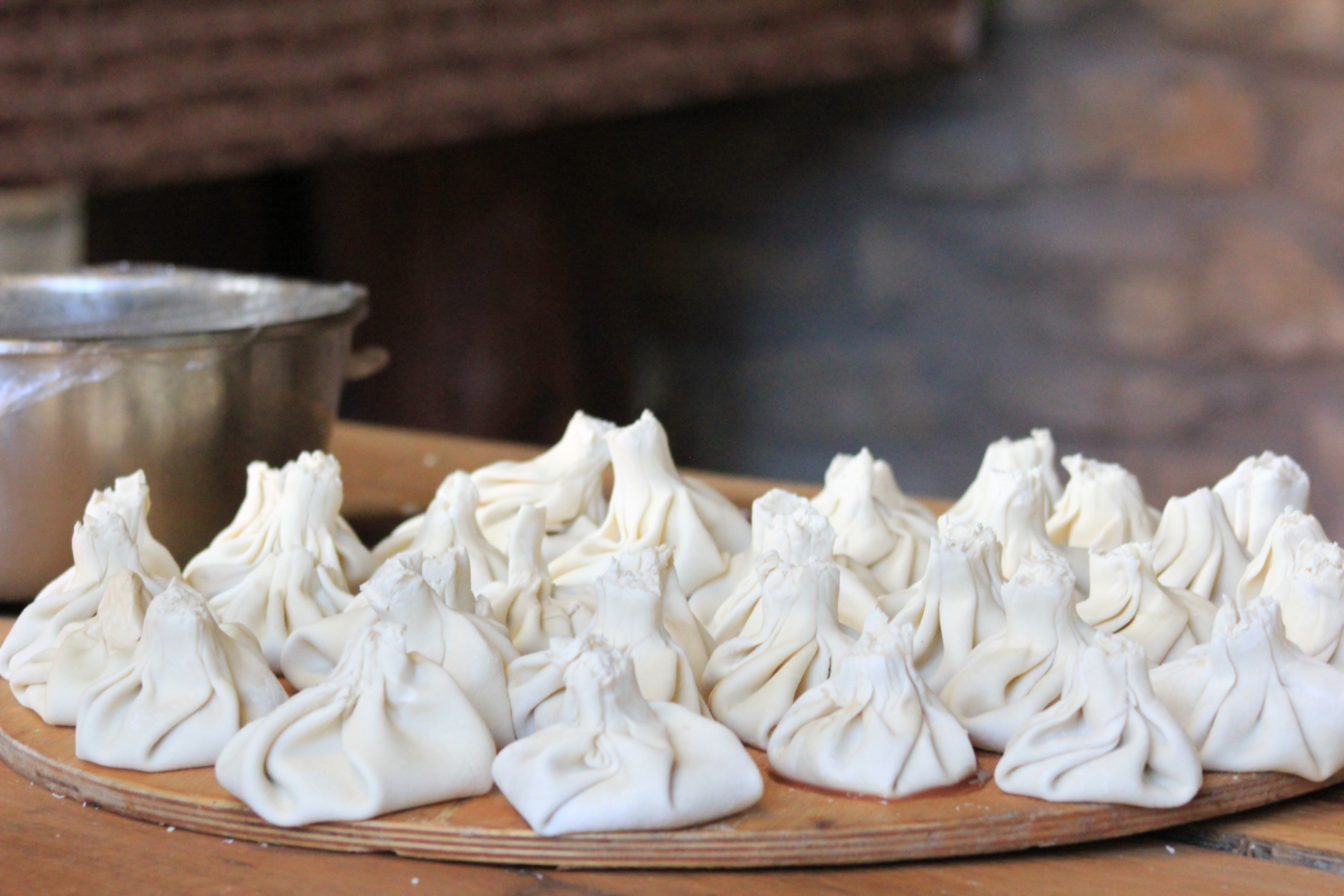